# Localhost
Na computação, o termo localhost se refere à localização do sistema que está sendo usado, ou seja, o computador ou a "casa" do usuário. É um dispositivo loopback ao qual é atribuído o endereço IP 127.0.0.1 no IPv4, ou ::1 no IPv6, e pode ser usado por aplicações TCP/IP para testarem a comunicação consigo mesmas.
Ser capaz de se comunicar com a máquina atual como se estivesse se comunicando com uma máquina remota é útil para a finalidade de testes, assim como para usar recursos localizados na máquina atual, mas que se esperariam serem remotos. 
É importante ressaltar que o endereço IP 127.0.0.1 é encontrado em todos os computadores, por se tratar de um dispositivo loopback, portanto esse não é o IP que "sai para internet" ou para qualquer outro usuário externo. Qualquer computador que deseje se conectar a outras maquinas, seja em LAN, MAN ou WAN deve ter um endereço atribuído a ele naquela rede.